# Ais (tribu)
Pour les articles homonymes, voir Ais.

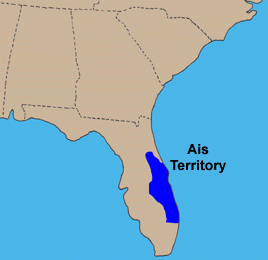
Territoire des Ais.

Ais est  le nom d'une tribu amérindienne ayant vécu en Floride le long de la côte de l'océan Atlantique.

## Présentation
Le territoire des Ais s'étendait sur plusieurs comtés actuels de la Floride, (comté de Brevard, comté d'Indian River, comté de Saint Lucie comté de Martin. Leur territoire longeait la côte atlantique depuis l'Indian River et le cap Canaveral, jusqu'au lac Okeechobee à l'intérieur des terres.
La langue parlée par les Ais fut comparée à celles des langues muskogéennes, des langues arawakiennes et des langues caribes sans pour autant lui donner une origine précise.

## Histoire
En 1562, l'explorateur français  René de Goulaine de Laudonnière arpenta la région et décrivit le lac Okeechobee, qu'il nomma Surruque du nom d'une tribu locale de la Nation Mayacas, lors de son exploration à l'intérieur des terres à l'époque de la Floride française.
En 1565, le conquistador Pedro Menéndez de Avilés entra en contact avec la Nation Ais, lors de la fondation de la cité portuaire de Saint Augustine. Les Ais et les Espagnols établirent des relations amicales.
Au début du XVIIe siècle, les colons anglais de la Province de Caroline lancèrent plusieurs expéditions militaires avec leurs propres alliés amérindiens contre la Floride espagnole et tuèrent de nombreux Ais en raison de leur alliance avec les Espagnols. Nombre d'entre eux furent capturés et vendus comme esclaves.
Les Ais disparurent vers le milieu du XVIIe siècle. Les derniers survivants ayant trouvé refuge dans une mission espagnole située le long de la Baie de Biscayne et d'autres se dispersèrent vers l'Alabama, en Floride parmi les tribus voisines des Séminoles et des Calusa.